# 智頭橋
智頭橋（ちずばし）は、鳥取県鳥取市の袋川に架かる鳥取市道2010109号智頭街道の橋で、日本百名橋に選ばれた。

## 概要
今日ある智頭橋は1956年12月に架けられた。1993年には、広い歩道橋が隣接して造られ、そこにはベンチや少年・少女の像がある。

## 歴史
1619年、池田光政が鳥取城下町の拡張によって掘られた袋川に、5つの橋（上流から若桜橋、智頭橋、鹿野橋、鋳物師橋、出合橋）を架けた。
なかでも智頭橋（約27メートル）は、智頭街道の起点として重視された。江戸時代に橋は少なくとも4回流失し、明治時代には鉄製の高欄が取り付けられた。鳥取大火をきっかけに現在ある橋が架けられた。